# 盧信

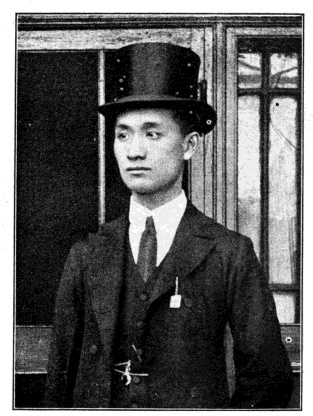

盧信（1885年10月24日—1933年6月12日）字信公，筆名梭功。廣東省廣州府順德縣人。中國民主革命家，中華民國政治人物、實業家。

## 生平
1903年（光緒29年），他任香港《中國日報》記者，並加入興中会。1905年（光緒31年）9月，他加入中国同盟会香港分会。同年冬，他到日本留学，在東京創設《大江日報》宣傳革命。
1907年（光緒33年），經孫文推薦，他到舊金山任同盟会機關報《民生日報》主編。其後，他興辦了各種報刊，同梁啓超的保皇派進行激烈論戰。1911年（宣統3年）5月，他任香港《中國日報》社長。
辛亥革命以後，他任中國同盟会廣東支部長、北京臨時參議院議員。1913年（民国2年），他任民元國會参議院議員。其後他任唐紹儀創設的金星人寿保險公司副主席。翌年冬，他任唐紹儀創設的水火保險公司總經理。1917年（民国6年），他隨孫文參加護法運動，任大元帥府参議。
1922年（民国11年）8月的一個月内，他任第二次唐紹儀內閣署理農商總長，但未就任（次長江天鐸代理）。1926年（民国15年）3月，他在賈德耀内閣繼馬君武之後任司法總長，一個月後辭職。
1933年（民国22年）6月12日，他去世。享年49歳（滿47歳）。

## 著作
- 《不徹底原理》
- 《黨争救國論》